# Übereinkommen über Streumunition

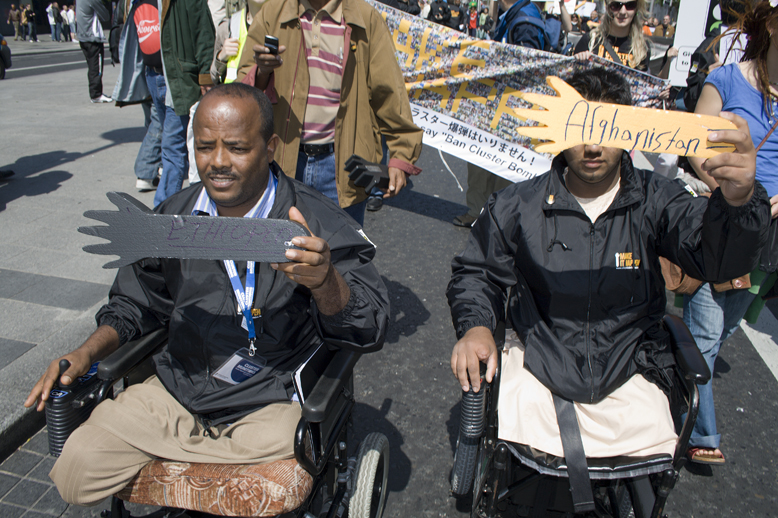
Opfer des Einsatzes von Streumunition während der Konferenz von Dublin im Mai 2008

Das Übereinkommen über Streumunition, umgangssprachlich auch als Streubomben-Konvention bezeichnet, ist ein am 1. August 2010 in Kraft getretener völkerrechtlicher Vertrag über ein Verbot des Einsatzes, der Herstellung und der Weitergabe von bestimmten Typen von konventioneller Streumunition. Der Begriff Streu- oder Clustermunition bezeichnet Bomben, Granaten oder Gefechtsköpfe, die nicht als Ganzes explodieren, sondern eine Vielzahl an kleineren Sprengkörpern freisetzen. Oft explodiert ein Teil dieser Submunitionen nicht, sondern verbleibt als Blindgänger vor Ort. Durch ihre geringe Größe und die Menge gefährden nicht umgesetzte explosive Submunitionen die Bevölkerung auch nach Konfliktende.
Neben den Verbotsbestimmungen enthält das Abkommen das Gebot zur Zerstörung von vorhandenen Beständen, zur Beseitigung von Rückständen aus eingesetzter Clustermunition sowie zur Unterstützung der Opfer von Streubomben. Die Konvention auf dem Gebiet des humanitären Völkerrechts und des internationalen Rüstungskontrollrechts, die im Mai 2008 während einer diplomatischen Konferenz in Dublin ausgehandelt wurde, kann seit Dezember 2008 unterzeichnet werden. Am 3. August 2023 hat der Südsudan als 112. Staat das Abkommen ratifiziert. Im März 2025 ist Litauen aus dem Abkommen zum Streubomben-Verbot ausgetreten. Das Verbot von Streumunition ist kein Völkergewohnheitsrecht.

## Inhalte

Die Flagge der Vereinten Nationen, die als Depositar der Streubomben-Konvention fungieren

Das Übereinkommen über Streumunition folgt dem Protokoll „über explosive Kampfmittelrückstände“ zur Konvention von 1980 „über das Verbot oder die Beschränkung des Einsatzes bestimmter konventioneller Waffen, die übermäßige Leiden verursachen oder unterschiedslos wirken können“, das 2003 unterzeichnet wurde und drei Jahre später in Kraft trat. Aufgrund vergleichbarer Langzeitfolgen für die Zivilbevölkerung wird die Konvention darüber hinaus oft mit der Ottawa-Konvention zum Verbot von Antipersonenminen verglichen. Die mit der Konvention vorgesehene Ächtung von Streubomben ist eine vertragsrechtliche Manifestation der völkergewohnheitsrechtlich akzeptierten Prinzipien, dass die Wahl der Mittel und Methoden zur Kriegsführung Einschränkungen unterliegt, dass zu allen Zeiten während eines bewaffneten Konflikts zwischen zivilen und militärischen Zielen zu unterscheiden ist und dass die Zivilbevölkerung und zivile Einrichtungen so weit wie möglich vor den Auswirkungen der Kampfhandlungen geschützt werden müssen. Die Präambel der Konvention nimmt auf diese Prinzipien ausdrücklich Bezug. Jakob Kellenberger, der damalige Präsident des IKRK, betonte darüber hinaus in seiner Erklärung im Rahmen der Konferenz in Oslo am 3. Dezember 2008 ausdrücklich die Verbindung zwischen dem Abkommen und der Petersburger Erklärung von 1868, mit der 140 Jahre zuvor erstmals Waffen verboten wurden, die unnötiges Leid verursachen. Er sagte diesbezüglich unter anderem:

„… Der Weg nach Oslo begann mit dem erstmaligen Einsatz von Clustermunition gegen den britischen Hafen Grimsby vor 65 Jahren. … Dieser Weg nach Oslo führt auch durch die Berge und Reisfelder in Südostasien, wo mehrere Hundertmillionen Streubomben abgeworfen wurden und viele Zehnmillionen bis zum heutigen Tag verblieben sind. Dieser Weg verläuft durch die Leben von Zivilisten in Laos, Kambodscha und Vietnam, die seit vier Jahrzehnten mit der Bedrohung durch nicht explodierte Clustermunition leben. … Ein anderer Weg nach Oslo begann vor 140 Jahren in Sankt Petersburg, als eine internationale Militärkommission verfügte, dass das einzige legitime Ziel in einem Krieg die Schwächung der Streitkräfte des Gegners ist, und damit das Prinzip etablierte, dass sich die Notwendigkeiten des Krieges den Forderungen der Menschlichkeit unterzuordnen haben. … Diese beiden Wege treffen heute hier zusammen mit der Unterzeichnung des Übereinkommens über Streumunition. …“

Das Übereinkommen besteht aus 23 Artikeln und enthält basierend auf einer Reihe von Begriffsdefinitionen ein Verbot des Einsatzes, der Entwicklung, der Herstellung oder anderweitigen Anschaffung, der Lagerung sowie der Weitergabe von konventioneller Clustermunition und die Verpflichtung zur Zerstörung vorhandener Bestände innerhalb von acht Jahren nach dem Beitritt eines Landes zum Abkommen. Hinsichtlich der Definition von Clustermunition sind bestimmte Ausnahmebestimmungen enthalten, durch die neuere Waffensysteme, die eine Reihe technischer Voraussetzungen erfüllen, von konventioneller Clustermunition unterschieden und von den Verbotsbestimmungen ausgenommen werden. Die Lagerung bis zur Zerstörung hat getrennt von anderen Waffensystemen, die für den operativen Einsatz vorgesehen sind, zu erfolgen. Darüber hinaus sind die Vertragsstaaten verpflichtet, auf ihrem Territorium innerhalb von zehn Jahren nach dem Beitritt für eine Beseitigung von nicht explodierten Rückständen aus Clustermunition zu sorgen sowie Maßnahmen zur Unterweisung der Zivilbevölkerung über die Risiken und zum Schutz von Zivilisten zu ergreifen. Staaten, die auf dem Gebiet eines anderen Landes Clustermunition eingesetzt haben und später der Konvention beitreten, sind angehalten, mit den betroffenen Länder bei der Beseitigung zusammenzuarbeiten. Die Parteien der Konvention verpflichten sich auch zur medizinischen und psychologischen Unterstützung der Opfern von Streubomben sowie zur internationalen Zusammenarbeit und zu Transparenz bei der Umsetzung der Konvention. Zur Beilegung von Konflikten hinsichtlich der Anwendung und Auslegung des Abkommens wird auf Treffen der Vertragsstaaten sowie auf den Internationalen Gerichtshof verwiesen, die Bewertung der Umsetzung und der Effektivität der von den Vertragsparteien ergriffenen Maßnahmen erfolgt im Rahmen von Überprüfungskonferenzen. Die Konvention soll sechs Monate nach dem 30. Beitritt in Kraft treten, als Depositar fungiert der Generalsekretär der Vereinten Nationen.

## Hintergrundinformationen

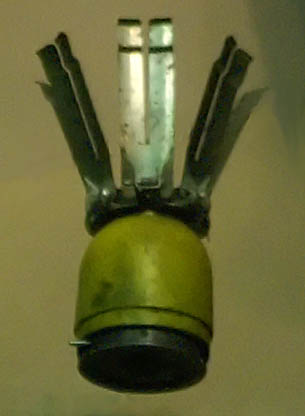
Bomblet BLU-3 (Ananasbombe) aus einer CBU-2A-Bombe, das bei Explosion 200 Stahlpellets mit hoher Geschwindigkeit freisetzt

Der Einsatz von Clustermunition gilt aus verschiedenen Gründen als problematisch. Zum einen bestehen humanitäre Bedenken hinsichtlich unnötiger Leiden und Verletzungen beim Einsatz gegen Kombattanten, insbesondere aufgrund der Verursachung einer Vielzahl schwer behandelbarer Wunden sowie von dauerhaften Verstümmelungen wie dem Verlust von Gliedmaßen. Dieser Aspekt der Kritik bezieht sich auf das gewohnheitsrechtlich im humanitären Völkerrecht etablierte Prinzip, dass die Methoden und Mittel der Kriegsführung Beschränkungen unterliegen, die sich insbesondere aus Erwägungen der Menschlichkeit und der militärischen Notwendigkeit ergeben. Des Weiteren wird am Einsatz von Clusterbomben kritisiert, dass sie im Kampfeinsatz aufgrund ihrer geringen Zielgenauigkeit keine Unterscheidung zwischen militärischen und zivilen Zielen ermöglichen. Zum dritten stellt nach Ansicht der Befürworter eines Verbots insbesondere das Nichtexplodieren von Bomblets unmittelbar nach dem Abwurf und damit ihr Verbleib in der Umwelt über das Ende eines bewaffneten Konflikts hinaus ein schwerwiegendes Problem für die Zivilbevölkerung dar. Die Forderung nach einer weitestgehenden Verschonung von zivilen Zielen sowie nach einer Unterscheidung zwischen Kombattanten und Nichtkombattanten ergibt sich jedoch auch aus gewohnheitsrechtlichen Grundsätzen des humanitären Völkerrechts.
Nach Untersuchungen verbleiben bei den in den letzten Jahrzehnten eingesetzten Streubombensystemen zehn bis 40 Prozent der darin enthaltenen Munition als nicht explodierte Blindgänger in der Umwelt. Nichtexplodierte Bomblets sind außerdem aufgrund ihres geringen Gewichts nicht ortsfest und wegen ihrer geringen Größe auf Luftbildern nicht zu erkennen, wodurch die Suche zum Zwecke der Beseitigung stark erschwert wird. Durch die hohe Zahl an Bomblets pro Clusterbombe übersteigt selbst bei einer geringen Rate an nichtexplodierten Bomblets die Menge an Blindgängern deutlich die Zahl der eingesetzten Hauptgeschosse. Der Einsatz von Clusterbomben führt damit in den betroffenen Ländern zu großflächigen Gebieten, die regelmäßig als Sperrzonen ausgewiesen werden müssen, da das Betreten aufgrund von explosionsfähigen Rückständen aus Streubomben, ähnlich wie beim Einsatz von Landminen, mit einer hohen Gefahr für Leben und Gesundheit von Menschen verbunden ist. Diese Regionen stellen nach dem Ende eines Krieges insbesondere für die Zivilbevölkerung eine erhebliche Gefährdung und darüber hinaus in vielen Fällen einen Verlust an landwirtschaftlicher Nutzfläche dar. Nach Angaben des Internationalen Komitees vom Roten Kreuz (IKRK) existieren solche Gebiete weltweit in rund 20 Ländern, als am stärksten betroffen gilt Laos. Schätzungen der Organisation Handicap International zufolge sind 98 Prozent der von den Auswirkungen von Streubomben betroffenen Menschen Zivilpersonen und 27 Prozent Kinder.

## Entstehungsgeschichte
Als historischer Beginn der Anwendung von Clustermunition gilt der Zweite Weltkrieg, in welchem 1943 Streubomben durch die Rote Armee gegen deutsche Panzerverbände sowie im gleichen Jahr durch die deutsche Luftwaffe bei der Bombardierung der britischen Hafenstadt Grimsby abgeworfen wurden. Beim Angriff auf Grimsby starben drei Viertel der Todesopfer durch das Auslösen von nicht explodierten Bomblets, die Beseitigung der Rückstände dauerte über zwei Wochen. In der zweiten Hälfte des 20. Jahrhunderts wurden Streubomben unter anderem in den 1960er und 1970er Jahren durch die USA in Kambodscha, Vietnam und Laos intensiv eingesetzt. Zu weiteren Anwendungen kam es in den 1970er Jahren durch Israel in Syrien und im Libanon sowie in den 1980er Jahren durch die Sowjetunion im Sowjetisch-Afghanischen Krieg. In den 1990er Jahren setzten die USA Clusterbomben 1991 im Krieg gegen den Irak und 1999 im Kosovokrieg ein, und auch in den Konflikten in Tschetschenien und Bergkarabach sowie während des Bosnienkrieges durch Jugoslawien wurden Streubomben abgeworfen. Aus einer Reihe von weiteren Konflikten des 20. und des 21. Jahrhunderts liegen darüber hinaus Einzelfallberichte und unbestätigte Meldungen über den Einsatz von Clustermunition vor.
Forderungen nach einem Verbot von Clustermunition kamen erstmals 1974 auf im Rahmen einer in Luzern stattfindenden Tagung von Regierungsexperten zu Waffen, die übermäßige Leiden verursachen oder unterschiedslos wirken können, und wurden zwei Jahre später während einer Folgekonferenz erneuert. Das Umweltprogramm der Vereinten Nationen (UNEP) veröffentlichte 1983 einen Bericht zu den Auswirkungen von Streubomben, der auch Forderungen nach einer rechtlichen Regelungen für ihren Einsatz enthielt. Nachdem in der Folgezeit diesbezüglich jedoch kaum Fortschritte zu verzeichnen waren, gelten der Kosovokrieg, der Krieg in Afghanistan seit 2001 und insbesondere der Libanonkrieg im Jahr 2006 als entscheidende Impulse für die Intensivierung der Bemühungen um ein entsprechendes Verbot. Während des Libanonkrieges kam es auf einer Fläche von rund 37 Quadratkilometern zum Abwurf von Clustermunition mit einem Gesamtumfang von rund vier Millionen Bomblets, von denen nach verschiedenen Schätzungen bis zu einer Million nicht explodiert sind. Nach dem Ende der Kampfhandlungen wurden durch diese Rückstände bisher rund 250 Zivilisten und Mitarbeiter von Munitionsräumdiensten getötet oder verwundet.
Zur Koordinierung der zivilgesellschaftlichen Aktivitäten für ein Streubomben-Verbot kam es 2003 zur Gründung der Cluster Munition Coalition, einem Bündnis von Menschenrechtsorganisationen sowie anderen Vereinigungen und Initiativen gegen den Einsatz von Clustermunition. Nachdem Versuche in den Jahren 2001 und 2003, entsprechende Regelungen über ein Protokoll zur Konvention über das Verbot oder die Beschränkung des Einsatzes bestimmter konventioneller Waffen, die übermäßige Leiden verursachen oder unterschiedslos wirken können, zu erreichen, keinen Erfolg hatten, setzte sich Norwegen an die Spitze einer Gruppe von 25 Staaten und initiierte eine Reihe von als Oslo-Prozess bezeichneten Tagungen und Verhandlungen über ein internationales Abkommen zur Ächtung von Streubomben. Die gemeinsamen Bemühungen von Staaten, verschiedenen UN-Organisationen sowie zivilgesellschaftlichen Vereinigungen um einen solchen Vertrag ähnelten dabei den Aktivitäten, die 1997 zum Abschluss der Ottawa-Konvention über ein Verbot von Antipersonenminen geführt hatten. Die ersten Länder, die noch vor dem Zustandekommen einer entsprechenden internationalen Vereinbarung auf nationaler Ebene ein Verbot von Streubomben beschlossen, waren Belgien und Österreich. Der französische Außenminister Bernard Kouchner gab in einer gemeinsamen Erklärung mit dem Verteidigungsminister seines Landes Hervé Morin im Mai 2008 bekannt, dass Frankreich mit sofortiger Wirkung seinen Bestand an M26-Raketen und damit rund 90 Prozent der Clustermunition der französischen Armee außer Dienst stellen würde.
Am 30. Mai 2008 wurde im Rahmen einer Konferenz in der irischen Hauptstadt Dublin von 107 Ländern ein Entwurf für eine entsprechende Konvention angenommen, die seit einer vom 2. bis zum 4. Dezember 2008 in Oslo stattgefundenen Konferenz durch die Staatengemeinschaft unterzeichnet und ratifiziert werden kann. Erstunterzeichner war am 3. Dezember 2008 der norwegische Ministerpräsident Jens Stoltenberg, ihm folgten die Vertreter aus Laos und dem Libanon. Zu den insgesamt 94 Ländern, die während der Konferenz in Oslo die Konvention unterschrieben, zählten unter anderem Australien, Frankreich, Spanien, Italien, Japan, Kanada sowie das Vereinigte Königreich, und insgesamt 18 der 26 NATO-Staaten sowie 19 von 27 Mitgliedsländer der Europäischen Union. Für Deutschland unterzeichnete Außenminister Frank-Walter Steinmeier das Abkommen, für Österreich der ständige Vertreter des Landes bei den Vereinten Nationen Christian Strohal sowie für die Schweiz die Vorsteherin des Eidgenössischen Departements für auswärtige Angelegenheiten, Micheline Calmy-Rey. Norwegen, Irland, Sierra Leone und der Heilige Stuhl hinterlegten mit ihrer Unterschrift zugleich auch eine Ratifikationserklärung. Hinsichtlich der Hilfe für Opfer verpflichtete sich die japanische Regierung in Oslo zur Bereitstellung von sieben Millionen US-Dollar. Die Position der Regierung Afghanistans, die einer Unterzeichnung zunächst zögerlich gegenübergestanden hatte, änderte sich nach einem Gespräch des afghanischen Botschafters in Norwegen mit einem 17-jährigen Jungen aus Herat, der durch Clusterbomben beide Beine verloren hatte. Der Präsident des Landes Hamid Karzai stimmte nach einem anschließenden Telefongespräch mit dem Botschafter einer Unterzeichnung zu.

## Akzeptanz und Kritik

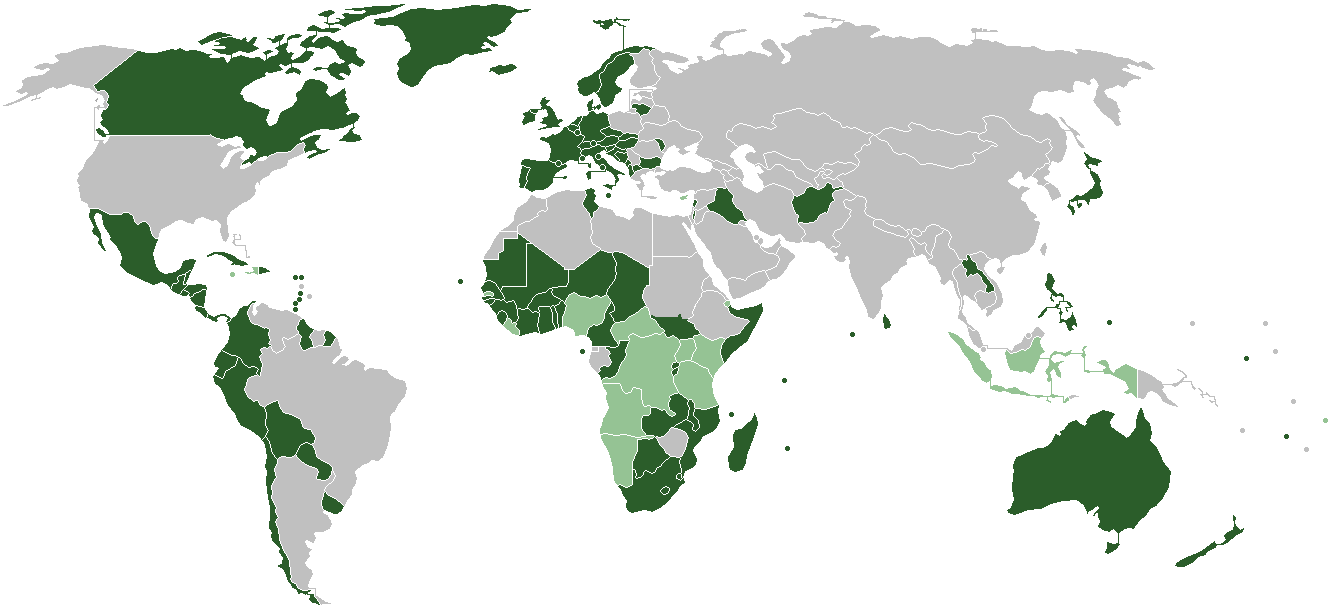
Vertragsparteien (dunkelgrün) und Unterzeichnerstaaten (hellgrün)

Das Übereinkommen über Streumunition ist von 112 Ländern und dem Heiligen Stuhl als nichtstaatliches Völkerrechtssubjekt ratifiziert sowie von weiteren Staaten unterzeichnet worden, darunter von Österreich am 2. April 2009, von Deutschland am 8. Juli 2009 und von der Schweiz am 17. Juli 2012. Es trat am 1. August 2010 in Kraft. Von verschiedenen Seiten wie dem IKRK, der Menschenrechtsorganisation Human Rights Watch, dem damaligen deutschen Bundesaußenminister Frank-Walter Steinmeier und seinem britischen Amtskollegen David Miliband wurde es als Meilenstein der konventionellen Rüstungskontrolle sowie als wichtigstes Abkommen der jüngeren Zeit in der Entwicklung des humanitären Völkerrechts bezeichnet. Zuletzt trat der Südsudan am 3. August 2023 bei.
Mit der Konvention zählen konventionelle Streubomben, ähnlich wie biologische und chemische Waffen, für die Vertragsstaaten zu den vollständig verbotenen Kampfmitteln. Darüber hinaus gelten insbesondere die in der Konvention enthaltenen Regelungen zur Verantwortung der Verursacherstaaten für die Beseitigung von Kampfmittelrückständen sowie insbesondere die umfassenden Verpflichtungen zur Versorgung und Betreuung von Opfern des Einsatzes von Clustermunition, durch die der Einfluss der Menschenrechte auf das humanitäre Völkerrecht ausgebaut wird, im historischen Kontext als bahnbrechend und richtungsweisend.
Das Europaparlament hat im Mai 2009 in einer Resolution alle Mitgliedstaaten der Europäischen Union zur Unterzeichnung des Abkommens aufgefordert. Unter den EU-Ländern haben noch nicht unterzeichnet: Finnland, Estland, Lettland, Polen, Rumänien, Griechenland; unterzeichnet, aber noch nicht ratifiziert wurde das Abkommen durch die Republik Zypern (Stand: 2023; hier in der Reihenfolge von Norden nach Süden genannt).
Nicht zu den Unterstützern der Konvention zählen unter anderem die Vereinigten Staaten, Russland, die Ukraine, die Volksrepublik China, Israel, Indien, Pakistan und Brasilien, die zu den weltweit wichtigsten Herstellern beziehungsweise Anwendern von Streumunition gehören. Die USA erkennen dabei die Notwendigkeit einer Reduzierung der Folgen des Einsatzes von Streubomben auf die Zivilbevölkerung an. Zur Verringerung der Gefährdung der Zivilbevölkerung ist deshalb durch die USA vorgesehen, zukünftig den Einsatz und den Export von Clustermunition auf Systeme zu beschränken, bei denen mindestens 99 Prozent der Bomblets entweder während des Einsatzes explodieren oder bis zum Ende eines Konflikts durch Selbstzerstörungsmechanismen außer Gefecht gesetzt werden. Darüber hinaus sehen die Vereinigten Staaten eine Ergänzung der Konvention „über das Verbot oder die Beschränkung des Einsatzes bestimmter konventioneller Waffen, die übermäßige Leiden verursachen oder unterschiedslos wirken können“ als besser geeigneten Rechtsrahmen an, da dieser im Vergleich zur Streubomben-Konvention alle wichtigen Militärmächte beigetreten seien.
Ein wesentlicher Kritikpunkt am Abkommen von Seiten der Befürworter eines Verbots von Streumunition ist die Aufnahme von Ausnahmeregelungen für neuere Munitionssysteme, die bestimmte technische Voraussetzungen erfüllen. Dies umfasst Munitionstypen, die weniger als zehn einzelne Sprengkörper enthalten, deren einzelne Sprengkörper alle jeweils mehr als vier Kilogramm wiegen, deren Sprengkörper zur Erfassung und Verfolgung von Einzelzielen in der Lage sind und deren Sprengkörper mit Mechanismen zur Selbstzerstörung oder Selbstdeaktivierung ausgestattet sind. Für Waffensysteme, die diese Bedingungen erfüllen, ist im deutschen Raum von Seiten der Hersteller und des Militärs die Bezeichnung „Punktzielmunition“ im Gebrauch, um sie von konventioneller Clustermunition abzugrenzen. Diese Ausnahmedefinition steht jedoch im Widerspruch zum bisherigen Verständnis, wie es auch von den Vereinten Nationen vertreten wurde, nach welchem der Begriff Clustermunition ohne Einschränkung alle Waffensysteme umfasst, bei denen sich aus einem Hauptkörper kleinere Geschosse herauslösen. Darüber hinaus bezieht sich diese Ausnahmeregelung nur auf bereits existierende und teilweise bereits eingesetzte Munitionstypen, nicht jedoch auf mögliche Neuentwicklungen.
Von den Gegnern eines Verbots werden die den Abkommen zugrundeliegenden Kritikpunkte, dass Streumunition unnötige Leiden und Verletzungen hervorrufe, dass sie im Einsatz unterschiedslos wirke und dass sie die Zivilbevölkerung durch Blindgänger über das Konfliktende hinaus gefährde, insbesondere mit Verweis auf die militärische Notwendigkeit dieser Waffengattung abgelehnt. Dieser Argumentation zufolge sei ihr Einsatz in bestimmten Situationen nach Abwägung von humanitären Aspekten und konkreten Einsatzzielen mit den Regeln des Völkerrechts vereinbar. Darüber hinaus wird den genannten Kritikpunkten und der sich daraus ergebenden Forderung nach einem Verbot auch widersprochen mit der Begründung, dass die Produktion und die Anschaffung von Streumunition durch eine nennenswerte Anzahl von Staaten sowie ihr langjähriger Einsatz bis hin zu verschiedenen Konflikten der jüngeren Zeit ein Beleg für das Fehlen eines internationalen Konsenses für die Ächtung von Streubomben seien. Hinsichtlich der Argumentation, dass Streumunition „unnötige Leiden“ und „überflüssige Verletzungen“ hervorrufe, wird von Kritikern eines Verbots außerdem auch auf das Fehlen von objektiven Definitionen für diese Begriffe sowie auf vergleichbare Wirkungen anderer erlaubter Waffensysteme hingewiesen. Dem von Befürwortern eines Verbots gelegentlich vorgebrachten Vergleich von unexplodierten Bomblets mit Antipersonenminen, die seit 1997 durch die Ottawa-Konvention verboten sind, wird entgegengehalten, dass Cluster-Bomblets anders als Antipersonenminen nicht mit dem Ziel konzipiert sind, durch Personen oder Fahrzeuge zur Explosion gebracht zu werden.
Im November 2011 versuchten Gegner der Konvention, ein zweites Streumunitionsabkommen mit deutlich schwächeren Standards auszuhandeln. Ein unter anderem von den USA, Russland und China favorisierter Vertragsentwurf sah vor, lediglich ältere Bestände, die vor 1980 erzeugt wurden, zu verbieten. Nichtregierungsorganisationen wie der Verein Handicap International und das Rote Kreuz warnten davor, die Konvention zu verwässern. Die Verhandlungen über ein neues UN-Abkommen über den Einsatz von Streumunition scheiterten schließlich an Widerstand von 50 Staaten, darunter Österreich, die sich gegen ein Aufweichen der Beschlüsse von Oslo ausgesprochen hatten.
Nach Angaben der Initiative Cluster Munition Coalition verfügten gut ein Jahr nach Inkrafttreten des Übereinkommens noch 69 Länder über Vorräte dieser Waffen. Weltweit würden noch mindestens 610.000 Streubomben mit mehr als 100 Millionen einzelnen Sprengsätzen existieren.
Die Vereinigten Staaten gaben Anfang Dezember 2017 bekannt, auch ältere Munition wieder benutzen zu wollen, deren Verwendung man wegen des höheren Anteils an Blindgängern in den alten Baumustern im Jahr 2008 zunächst für 10 Jahre ausgesetzt hatte.

## Austritt aus der Konvention
Am 18. Juli 2024 beschloss das Parlament von Litauen fast einstimmig, wieder aus der Konvention auszutreten. Der Austritt wurde am 6. März 2025 wirksam.

## Entsorgung

### Deutschland
2½ Jahre früher als im Übereinkommen vorgesehen, hat die Bundeswehr die Entsorgung ihrer Bestände an Streumunition (ca. 62 Millionen Stück explosiver Submunition) im November 2015, vorzeitig abgeschlossen. Dies wurde bereits 2001 begonnen. Der ehemalige sowjetische Truppenübungsplatz Wittstock in Wittstock (Brandenburg) ist mit Streumunition kontaminiert. Dies wurde erst 2011 festgestellt. Dieser musste auf Grund der im Übereinkommen festgehaltenen Pflicht zur Räumung bis Ende 2020 geräumt werden. Auf Antrag wurde die Frist bis August 2025 verlängert.

### Schweiz
Die Schweiz beschaffte noch mit den Rüstungsprogrammen 1988, 1991, 1993 und 1999 sogenannte Kanistergeschosse. Nach der Unterzeichnung des Übereinkommens wurden ab 2013 total 202.000 Geschosse mit 11,6 Millionen Bomblets im Gesamtgewicht von rund 10.000 Tonnen vernichtet. Die Artilleriegeschosse wurden bis Mitte 2016 sämtlich demontiert und die Minenwerfermunition kontrolliert detoniert.